# Héctor Font Romero
Héctor Font Romero (Vila-real, 15 de juny de 1984) és un exfutbolista valencià que jugava com a migcampista.
Va jugar 274 partits de lliga professional durant la seva carrera, repartits gairebé exactament entre La Liga i Segona Divisió, representant el Vila-real CF, CA Osasuna i Reial Valladolid a la primera competició i set equips a la segona.

## Palmarès
Villarreal
- Copa Intertoto de la UEFA: 2003, 2004

Oviedo
- Segona Divisió B: 2014–15